# William av Wykeham

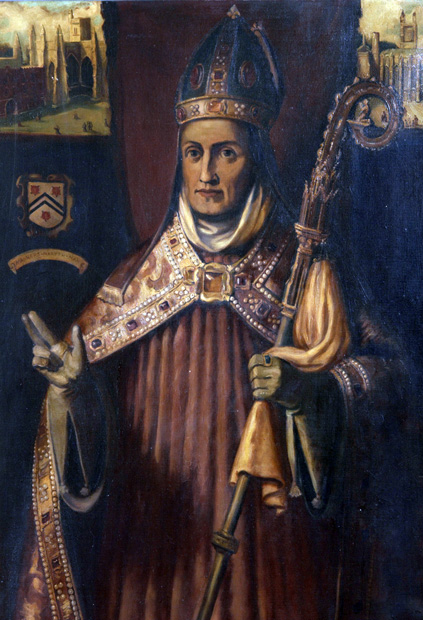
William av Wykeham.

William av Wykeham, född 1324 i Wickham i Hampshire, död den 27 september 1404 i Bishop's Waltham, var en engelsk biskop, statsman och läroverksstiftare.
William av Wykeham fick god uppfostran, tog tidigt tonsuren och anställdes 1347 som kaplan hos kung Edvard III, men tjänstgjorde huvudsakligen som slottsintendent och arkitekt, i vilken egenskap han medverkade vid utvidgandet av det berömda Windsor Castle och byggde Queenborough Castle i Kent. Under tiden vann han erfarenhet i statssaker och intogs omkring 1360 i rådet. 
Trots att han ännu inte var prästvigd, överhopades han av kungen med kyrkliga befattningar och hade uppnått så stort inflytande, att Froissart inte så långt efteråt kunde skriva: "vid denna tid regerade i England en präst vid namn sir William av Wykeham, som stod så högt i gunst hos kungen, att allting uträttades genom honom". Han befordrades vidare till ärkediakon i Northampton 1363, bevarare av privy seal 1364, storsigillbevarare (lordkansler) 1367 och biskop i Winchester samma år. Han måste lämna ifrån sig stora sigillet 1371, då kriget mot Frankrike gått olyckligt, och kom på spänd fot med kungens son Johan av Gaunt, vilken 1376 fick honom dömd till höga böter; men efter Rikard II:s tronbestigning (1377) skedde en försoning, och Wykham blev ett stöd för lancasterska partiet. 
Ånyo storsigillbevarare 1389-91, sökte han göra riksstyrelsen mer konstitutionell och utarbetade regler för ärendenas behandling i rådet. Som biskop verkade Wykeham nitiskt för upplysning, ordning och missbruks bekämpande, men var dock som rikets störste pluralist (hopande av kyrkliga ämbeten på en hand) representant för det gamla systemet. Även ledde han jämte biskop Courtenay av London (sedan ärkebiskop av Canterbury) det kyrklig-konservativa partiets kamp mot Wycliffe (rättegången 1377–1378). 
Livligt intresserad för undervisningsväsendet, stiftade och donerade han New College i Oxford (på 1380-talet) samt den stora skolan i Winchester, i vilken flera av Englands berömda män erhållit uppfostran.